# Devil on Earth
Devil on Earth ist eine brasilianische Thrash-Metal-Band, die im Jahr 1999 in Barra Bonita, São Paulo, gegründet wurde.

## Geschichte
Die Band wurde Mitte des Jahres 1999 von Max (E-Gitarre, Gesang) und Gitarrist Macedo gegründet. Im Juni 2000 stieß Schlagzeuger Odair zur Band. Infolgedessen entwickelten sie einige Lieder. Im nächsten Jahr kam mit Elisandro ein passender Bassist zur Band. Im Oktober 2002 stieß mit Francisco ein neuer Schlagzeuger zur Band. Nachdem Bassist Elisandro durch Leandro ersetzt wurde, begab sich die Band im Juli 2003 ins Studio, um das erste Demo Cold Reality aufzunehmen.
Im Juni 2007 nahm die Band ihr Debütalbum Hunting, Shooting, Slashing and Thrashing auf und veröffentlichte es über Kill Again Records. Zu dieser Zeit wurde außerdem Schlagzeuger Francisco durch Jil ersetzt.

## Stil
Die Band spielt schnellen, aggressiven Thrash Metal, der dem klassischen Thrash Metal der 1980er Jahre entspricht.

## Diskografie
- 2003: Cold Reality (Demo, Eigenveröffentlichung)
- 2007: Hunting, Shooting, Slashing and Thrashing (Album, Kill Again Records)
- 2011: Just Kill... and Kill Again (DVD mit Hirax und Mortage, Kill Again Records)